# Turrican
Turrican je počítačová hra naprogramovaná Manfredem Trenzem v roce 1990. Poprvé byla představena na počítačích Commodore 64 pod hlavičkou Rainbow Arts, díky své úspěšnosti však byla záhy portována na mnoho dalších platforem. Sám Trenz naprogramoval pro C64 první dva díly.

## Úvodní informace k sérii
Turrican je charakterizován jako mix her Contra a Metroid, tedy kombinace obrovských, detailně propracovaných lokací s mnoha skrytými lokacemi a masivní palebnou silou a rychlou akcí.
Samotný název Turrican vznikl z italštiny, když Trenz nalezl v italském telefonním seznamu jméno Turricano. Jednalo se údajně o Trenzovu oblíbenou pizzerii, ovšem sám Trenz to popírá, prý rád navštěvoval jinou pizzerii - Katakis, po které byla pojmenována jiná hra.
První demo, které předznamenávalo příchod legendy, bylo uvedeno na C64 pod názvem Hurrican.
Kromě vynikající hratelnosti zanechala v análech herního průmyslu nesmazatelný otisk zvuková stopa. Nejznámějším počinem je asi legendární soundtrack pro Amigu k druhému dílu, který složil Chris Hülsbeck a který v bohatém aranžmá vyšel také na CD jako samostatné dílo. Jako zajímavost lze uvést, že tento soundtrack byl přehrán naživo plnohodnotným orchestrem v rámci akce Symphonic Game Music Concert, která se konala v roce 2004 v Lipsku.

## Turrican 1
On-line hra Turrican 1 ve verzi ZX Spectrum
Vyšel, jak již bylo v úvodním textu uvedeno, v roce 1990 pro Commodore 64. Popularitu získal především díky svému preciznímu zpracování, které okouzlilo mnoho hráčů, kteří nevěřili, že z 8bitového stroje lze doslova „vyždímat“ něco takového. Díky těmto kvalitám v brzké době následovala verze pro Amigu (kde vyšla u společnosti Factor 5) a Atari ST.

### Crew
- Idea, programování a grafika: Manfred Trenz
- Producent: Marc A. Ullrich
- Hudba: Ramiro Vaca, Stefan Hartwig, Chris Hülsbeck
- Zvukové efekty: Adam Bulka
- Zvukové rutiny: Chris Hülsbeck, Adam Bulka, Oliver Blasnik
- Digitalizační rutiny: Jeroen Tel

### Verze
- C64
- Amiga
- Atari ST
- CDTV
- Sega Mega Drive
- Game Boy
- PC
- ZX Spectrum
- Amstrad CPC
- Siemens M65

Skladba č. 2 z tohoto dílu se stala skladbou Escape ze soundtracku k The Transformers.
Úvodní obrazovka pak byla inspirována přebalem alba skupiny Manowar, Kings of Metal.

## Turrican 2
On-line hra Turrican 2 ve verzi ZX Spectrum
Rok po uvedení prvního dílu série, tedy v roce 1991, byla vydána další hra. Tentokrát vyšla verze pro Amigu dříve, než pro C64, i když se Trenz nechal slyšet, že vycházel právě z osmibitové verze.

### Crew
- Design: Manfred Trenz, Andreas Escher, Holger Schmidt, Julian Eggebrecht
- Programování: Holger Schmidt, Thomas Engel (Atari ST) a Manfred Trenz (C64)
- Grafika: Andreas Escher, Manfred Trenz a Sven Meier (Atari ST)
- Přebal: Celal Kandemiroglu
- Hudba: Chris Hülsbeck (Amiga), Jochen Hippel (Atari ST), Markus Siebold a Stefan Hartwig (C64)
- Vydavatel: Rainbow Arts

### Verze
- C64
- Amiga
- Atari ST
- CDTV
- PC (nyní hratelná pod utilitou Dosbox v Microsoft Windows nebo Linuxu)
- ZX Spectrum
- Amstrad CPC

Konverze byla vyrobena také pro SNES pod hlavičkou Accolade, ovšem v rámci kampaně na nový film Jean-Claude van Damma - Univerzální voják. Sprajty hlavní postavy byly nahrazeny sprajty mariňáka, upravena byla grafika lokací a také jako level boss vystoupila postava Dolpha Lundgrena namísto draka z originální verze Turricana.
Tato upravená verze se neprodávala příliš dobře a vyšla pouze pro Game Boy a Genesis.

## Turrican 3
Turrican 3 je verze portovaná z konzole Sega Mega Drive, kde vyšla pod názvem Mega Turrican v roce 1993. Verze pro Amigu se vyznačovala chudším pozadím, nicméně převyšovala originální verzi pro Segu velice kvalitním a propracovaným ozvučením. Oproti svým dvěma předchůdcům se Amiga verze lišila v neporovnatelně menší rozsáhlosti levelů a také v drobnosti - světelný bič nahradil zásekový hák. 28. srpna 2004 byla dokonce představena „verze“ pro C64, parta nadšenců (Smash Designs) jej překonvertovala v rámci akce Demonparty Evoke.

### Crew
- Vydavatel: Rainbow Arts / Factor 5 / Renegade
- Design: Frank Matzke, Thomas Engel, Julian Eggebrecht, Willi Bäcker a Lutz Osterkorn
- Programování: Peter Thierolf a Thomas Engel
- Grafika: Frank Matzke a Ramiro Vaca
- Přebal: Celal Kandemiroglu
- Hudba: Chris Hülsbeck (Amiga)

## Nezávislé projekty na původní sérii

### Super Turrican 1 a 2
Verze vytvořené Factor 5 pro SNES, vydané pod hlavičkou Seiko, později pod vydavatelem Ocean. Typově vychází ze hry Mega Turrican, liší se pouze v počtu úrovní a v náhradě světelného biče za mrazicí paprsek.
2. díl Super Turricanu využíval tzv. Mód 7 (hardware SNESu pro rotaci a práci se vzdáleností u vrstev pozadí díky jednoduchému mapování textur).
Super Turrican vyšel také ve verzi pro NES, napsal jej sám Trenz, ovšem na rozdíl od SNES verze vycházel z grafiky prvních dvou dílů série Turrican.

### Thornado
Plánovaný nástupce série Turrican pro Gamecube, který nikdy nevyšel. Jediná věc, která byla na tomto díle vytvořena, byl hudební trailer od legendárního Chrise Hülsbecka a který se ještě dnes dá sehnat na různých p2p sítích (eD2k). Tato skladba byla určena pro zvukový hardware Nintendo 64 pro 64-kanálovou wavetable syntézu. Factor 5 tehdy vytvořil speciální zvukový engine MusyX.
Jméno této hry mělo evokovat původního předchůdce série Turrican - Hurrican, ovšem s nádechem série Turrican.

## Freeware klony
- T2002 - PC verze od Pekaro Software vydaná v roce 2003. Obsahoval graficky věrnou kopii originální série, později byl vydán editor úrovní a verze pro Game Boy Advance
- Game Gear Turrican - klon Turricanu pro Game Gear, který vytvořil Martin Konrad; mix 1. a 2. dílu orig. Turricanu
- Hurrican - PC klon inspirovaný sérií Turrican, používá pixelshaderové, stínové a světelné efekty
- T4 Funeral - PC; volné pokračování vytvořené skupinkou Dex
- Turrican 3 pro C64 - freeware verze od Smash Designs pro C64
- Windstille - PC klon s prvky Metroidu a Another Worldu
- Turricane 4 ever - zastavený ambiciózní projekt pro PC, Linux, PlayStation 2 a Mac, graficky působivý klon
- Acsys - hratelné demo nikdy nedokončené hry pro AGA Amigu - ručně kreslená grafika a multiparalaxní scrolling
- Turrican FPS - 3D klon na bázi engine Quake 2, stále ve vývoji
- Turrican Clone - PC klon vytvořený v Blitz-Basicu, využívá grafiku ze Super Turricana
- T32k - pouhých 32 KB velký klon Turricana pro PC
- Turrican Pinball (Visual Pinball) - používá samply a grafické prvky z Turricana

### Neoficiální vydání a klony
- (anglicky) Smash Designs
- (německy) Hurrican klon
- (anglicky) Neoficiální Turrican klony
- (česky) T4 Funeral - recenze

### Download
- (česky) T4 Funeral (PC) - freeware hra ke stažení
- Turrican C64 CHEATER[nedostupný zdroj]
- (anglicky) Turrican 3 (C64) - freeware hra ke stažení
- Turrican - The Original Soundtrack (ADF-formát)
- (anglicky) MP3 od Chrise Hülsbecka
- Turrican 4 ever track 1
- Turrican 4 ever track 2
- Hurrican Preview Song Archivováno 27. 9. 2007 na Wayback Machine.